# Campionatul European de Baschet Masculin din 2017
Campionatul European de Baschet Masculin din 2017 (sau EuroBaschet Masculin 2017) a fost a 40-a ediție a turneului european de baschet masculin, aflat sub egida FIBA Europe. Turneul a fost găzduit de România, Finlanda, Israel și Turcia. Turneul s-a desfășrat în perioada 31 august–17 septembrie 2017.

## Alegerea gazdelor
Ca urmare a relocalizării turneului din 2015 din Ucraina în alte țări europene, FIBA a decis să ofere Ucrainei posibilitatea de a găzdui turneul din 2017. Această ofertă a fost refuzată din cauza conflictului existent.
Țările care și-au exprimat interesul de a găzdui turneul au fost Lituania, Letonia, Estonia și Finlanda (posibilă găzduire comună), Serbia, Republica Macedonia și Bulgaria (posibilă ofertă comună), Marea Britanie,  Israel, Polonia,  Slovenia,  și Belgia.
La 5 noiembrie 2015, FIBA Europe a anunțat că cinci federații naționale au aplicat pentru organizarea EuroBaschet 2017: Finlanda, Israel, Polonia, România și Turcia. 
La 11 decembrie 2015, FIBA Europe a anunțat că turneul va fi găzduit de patru țări: Israel, România, Finlanda și Turcia, etapa eliminatorie urmând a se desfășura la Sinan Erdem Dome din Istanbul.

## Arene
| Istanbul           | IstanbulHelsinkiTel AvivCluj-NapocaCampionatul European de Baschet Masculin din 2017 (Europa) | IstanbulHelsinkiTel AvivCluj-NapocaCampionatul European de Baschet Masculin din 2017 (Europa) |
| Sinan Erdem Dome   | IstanbulHelsinkiTel AvivCluj-NapocaCampionatul European de Baschet Masculin din 2017 (Europa) | IstanbulHelsinkiTel AvivCluj-NapocaCampionatul European de Baschet Masculin din 2017 (Europa) |
| Capacity: 16.000   | IstanbulHelsinkiTel AvivCluj-NapocaCampionatul European de Baschet Masculin din 2017 (Europa) | IstanbulHelsinkiTel AvivCluj-NapocaCampionatul European de Baschet Masculin din 2017 (Europa) |
|                    | IstanbulHelsinkiTel AvivCluj-NapocaCampionatul European de Baschet Masculin din 2017 (Europa) | IstanbulHelsinkiTel AvivCluj-NapocaCampionatul European de Baschet Masculin din 2017 (Europa) |
| Istanbul           | IstanbulHelsinkiTel AvivCluj-NapocaCampionatul European de Baschet Masculin din 2017 (Europa) | IstanbulHelsinkiTel AvivCluj-NapocaCampionatul European de Baschet Masculin din 2017 (Europa) |
| Ülker Sports Arena | IstanbulHelsinkiTel AvivCluj-NapocaCampionatul European de Baschet Masculin din 2017 (Europa) | IstanbulHelsinkiTel AvivCluj-NapocaCampionatul European de Baschet Masculin din 2017 (Europa) |
| Capacity: 13.000   | IstanbulHelsinkiTel AvivCluj-NapocaCampionatul European de Baschet Masculin din 2017 (Europa) | IstanbulHelsinkiTel AvivCluj-NapocaCampionatul European de Baschet Masculin din 2017 (Europa) |
|                    | IstanbulHelsinkiTel AvivCluj-NapocaCampionatul European de Baschet Masculin din 2017 (Europa) | IstanbulHelsinkiTel AvivCluj-NapocaCampionatul European de Baschet Masculin din 2017 (Europa) |
| Helsinki           | Tel Aviv                                                                                      | Cluj-Napoca                                                                                   |
| Hartwall Arena     | Menora Mivtachim Arena                                                                        | Sala Polivalentă                                                                              |
| Capacity: 14.000   | Capacity: 10.383                                                                              | Capacity: 10.007                                                                              |
|                    |                                                                                               |                                                                                               |

## Format
24 de echipe se vor califica la turneul final și vor juca în grupe de șase echipe. Cele mai bune patru echipe din fiecare grupă se vor califica în faza eliminatorie.

## Calificări
Gazdele (4 echipe) și participantele la Jocurile Olimpice din 2016 sau la turneele mondiale de calificare pentru olimpiadă (alte 9 echipe) s-au calificat direct la Eurobaschet 2017.
Celelalte 27 de echipe au jucat în preliminarii în perioada 31 august 2016 - 17 septembrie 2016 pentru cele 11 locuri rămase libere.
| Echipa         | Metoda de calificare                                                            | Data calificării   | App    | Ultima | Cel mai bun loc în turneu    |
| -------------- | ------------------------------------------------------------------------------- | ------------------ | ------ | ------ | ---------------------------- |
| Turcia         | Țară gazdă                                                                      | 11 decembrie 2015  | a 24-a | 2015   | Vicecampioană (2001)         |
| România        | Țară gazdă                                                                      | 11 decembrie 2015  | a 18-a | 1987   | locul 5 (1957)               |
| Finlanda       | Țară gazdă                                                                      | 11 decembrie 2015  | a 16-a | 2015   | locul 6 (1967)               |
| Israel         | Țară gazdă                                                                      | decembrie 2015     | a 29-a | 2015   | Vicecampioană (1979)         |
| Spania         | locul 1 la EuroBaschet 2015                                                     | 20 septembrie 2015 | a 31-a | 2015   | Campioană (2009, 2011, 2015) |
| Lituania       | locul 2 la EuroBaschet 2015                                                     | 20 septembrie 2015 | a 14-a | 2015   | Campioană (1937, 1939, 2003) |
| Franța         | locul 3 la EuroBaschet 2015                                                     | 20 septembrie 2015 | a 38-a | 2015   | Campioană (2013)             |
| Serbia         | locul 4 la EuroBaschet 2015                                                     | 20 septembrie 2015 | a 6-a  | 2015   | Vicecampioană (2009)         |
| Grecia         | locul 5 la EuroBaschet 2015                                                     | 20 septembrie 2015 | a 27-a | 2015   | Campioană (1987, 2005)       |
| Italia         | locul 6 la EuroBaschet 2015                                                     | 20 septembrie 2015 | a 37-a | 2015   | Campioană (1983, 1999)       |
| Cehia          | locul 7 la EuroBaschet 2015                                                     | 20 septembrie 2015 | a 5-a  | 2015   | locul 7 (2015)               |
| Letonia        | locul 8 la EuroBaschet 2015                                                     | 20 ianuarie 2016   | a 14-a | 2015   | Campioană (1935)             |
| Croația        | locul 9 la EuroBaschet 2015                                                     | 20 ianuarie 2016   | a 13-a | 2015   | locul 3 (1993, 1995)         |
| Rusia          | locul 1 în Preliminarii Grupa C                                                 | 10 septembrie 2016 | a 13-a | 2015   | Campioană (2007)             |
| Ungaria        | locul 1 în Preliminarii Grupa G                                                 | 14 septembrie 2016 | a 15-a | 1999   | Campioană (1955)             |
| Belgia         | locul 1 în Preliminarii Grupa A                                                 | 14 septembrie 2016 | a 17-a | 2015   | locul 4 (1947)               |
| Slovenia       | locul 1 în Preliminarii Grupa E                                                 | 14 septembrie 2016 | a 13-a | 2015   | locul 4 (2009)               |
| Muntenegru     | locul 2 în Preliminarii Grupa F (între primele 4 dintre echipele de pe locul 2) | 14 septembrie 2016 | a 3-a  | 2013   | locul 17 (2013)              |
| Germania       | locul 1 în Preliminarii Grupa B                                                 | 17 septembrie 2016 | a 24-a | 2015   | Campioană (1993)             |
| Polonia        | locul 1 în Preliminarii Grupa D                                                 | 17 septembrie 2016 | a 28-a | 2015   | Vicecampioană (1963)         |
| Islanda        | locul 2 în Preliminarii Grupa A (între primele 4 dintre echipele de pe locul 2) | 17 septembrie 2016 | a 2-a  | 2015   | locul 24 (2015)              |
| Marea Britanie | locul 2 în Preliminarii Grupa G (între primele 4 dintre echipele de pe locul 2) | 17 septembrie 2016 | a 4-a  | 2013   | locul 13 (2009, 2011, 2013)  |
| Ucraina        | locul 2 în Preliminarii Grupa E (între primele 4 dintre echipele de pe locul 2) | 17 septembrie 2016 | a 8-a  | 2015   | locul 6 (2013)               |
| Georgia        | locul 1 în Preliminarii Grupa F                                                 | 17 septembrie 2016 | a 4-a  | 2015   | locul 11 (2011)              |

## Tragerea la sorți
Tragerea la sorți a avut loc la 22 noiembrie 2016 în Turcia, conform anunțului FIBA.

### Capi de serie
La 20 noiembrie 2016 FIBA a anunțat capii de serie pentru Eurobaschet 2017. În conformitate cu regulile FIBA Europe, cele 9 participante la Jocurile Olimpice de vară din 2016 și la turneele de calificare pentru Olimpiadă vor fi trecute în primele urne valorice, pe baza rezultatelor la EuroBasket 2015, celelalte echipe urmând a fi clasate pe baza rezultatelor din calificări.
La fel ca la EuroBasket 2015, fiecăreia dintre cele patru gazde i-a fost acordat dreptul de a selecta o federație partener pentru rațiuni comerciale și de marketing. Aceste echipe urmau să fi plasate în mod automat în aceeași grupă ca și țara parteneră aleasă. 
| Țara gazdă | Țara aleasă | Dată              |
| ---------- | ----------- | ----------------- |
| Finlanda   | Islanda     | 7 octombrie 2016  |
| Israel     | Lituania    | 27 octombrie 2016 |
| România    | Ungaria     | 3 noiembrie 2016  |
| Turcia     | Rusia       | 15 noiembrie 2016 |

### Urnele pentru tragerea la sorți
| Urna 1                        | Urna 2                      | Urna 3                         | Urna 4                         | Urna 5                                   | Urna 6                                     |
| ----------------------------- | --------------------------- | ------------------------------ | ------------------------------ | ---------------------------------------- | ------------------------------------------ |
| Spania Lituania Franța Serbia | Grecia Italia Cehia Letonia | Croația Israel Turcia Finlanda | Rusia Slovenia Ungaria Georgia | Germania · Belgia · Polonia · Muntenegru | Islanda · Regatul Unit · Ucraina · România |

^a Finlanda a fost inclusă în aceeași grupă cu Islanda înaintea tragerii la sorți.
^b Israel a fost inclusă în aceeași grupă cu Lituania înaintea tragerii la sorți.
^c România a fost inclusă în aceeași grupă cu Ungaria înaintea tragerii la sorți.
^d Turcia a fost inclusă în aceeași grupă cu Rusia înaintea tragerii la sorți.
^e Înaintea tragerii la sorți era decis că echipa Croației nu va fi în aceeași grupă cu Ungaria și România, din cauza angajamentelor Finlandei, Israelului și a Turciei.

## Runda preliminară

### Grupa A
Locul de desășurare: Helsinki, Finlanda
| Loc | Echipa       | MJ | V | Î | PM  | PP  | PD   | Pct | Calificare                      |
| --- | ------------ | -- | - | - | --- | --- | ---- | --- | ------------------------------- |
| 1   | Slovenia     | 5  | 5 | 0 | 446 | 384 | +62  | 10  | Avansează în etapa eliminatorie |
| 2   | Finlanda (H) | 5  | 4 | 1 | 426 | 408 | +18  | 9   | Avansează în etapa eliminatorie |
| 3   | Franța       | 5  | 3 | 2 | 450 | 422 | +28  | 8   | Avansează în etapa eliminatorie |
| 4   | Grecia       | 5  | 2 | 3 | 421 | 400 | +21  | 7   | Avansează în etapa eliminatorie |
| 5   | Polonia      | 5  | 1 | 4 | 411 | 414 | −3   | 6   |                                 |
| 6   | Islanda      | 5  | 0 | 5 | 355 | 481 | −126 | 5   |                                 |

### Grupa B
Locul de desășurare: Tel Aviv, Israel
| Loc | Echipa     | MJ | V | Î | PM  | PP  | PD  | Pct | Calificare                      |
| --- | ---------- | -- | - | - | --- | --- | --- | --- | ------------------------------- |
| 1   | Lituania   | 5  | 4 | 1 | 426 | 359 | +67 | 9   | Avansează în etapa eliminatorie |
| 2   | Germania   | 5  | 3 | 2 | 355 | 346 | +9  | 8   | Avansează în etapa eliminatorie |
| 3   | Italia     | 5  | 3 | 2 | 346 | 322 | +24 | 8   | Avansează în etapa eliminatorie |
| 4   | Ucraina    | 5  | 2 | 3 | 367 | 392 | −25 | 7   | Avansează în etapa eliminatorie |
| 5   | Georgia    | 5  | 2 | 3 | 390 | 394 | −4  | 7   |                                 |
| 6   | Israel (H) | 5  | 1 | 4 | 358 | 429 | −71 | 6   |                                 |

1. 1 2  Germania 61–55 Italia
2. 1 2  Ucraina 88–81 Georgia

### Grupa C
Locul de desășurare: Cluj-Napoca, România
| Loc | Echipa      | MJ | V | Î | PM  | PP  | PD   | Pct | Calificare                      |
| --- | ----------- | -- | - | - | --- | --- | ---- | --- | ------------------------------- |
| 1   | Spania      | 5  | 5 | 0 | 449 | 303 | +146 | 10  | Avansează în etapa eliminatorie |
| 2   | Croația     | 5  | 4 | 1 | 397 | 336 | +61  | 9   | Avansează în etapa eliminatorie |
| 3   | Muntenegru  | 5  | 3 | 2 | 378 | 367 | +11  | 8   | Avansează în etapa eliminatorie |
| 4   | Ungaria     | 5  | 2 | 3 | 335 | 370 | −35  | 7   | Avansează în etapa eliminatorie |
| 5   | Cehia       | 5  | 1 | 4 | 356 | 441 | −85  | 6   |                                 |
| 6   | România (H) | 5  | 0 | 5 | 316 | 414 | −98  | 5   |                                 |

### Grupa D
Locul de desășurare: Istanbul, Turcia
| Loc | Echipa       | MJ | V | Î | PM  | PP  | PD  | Pct | Calificare                      |
| --- | ------------ | -- | - | - | --- | --- | --- | --- | ------------------------------- |
| 1   | Serbia       | 5  | 4 | 1 | 400 | 353 | +47 | 9   | Avansează în etapa eliminatorie |
| 2   | Letonia      | 5  | 4 | 1 | 444 | 396 | +48 | 9   | Avansează în etapa eliminatorie |
| 3   | Rusia        | 5  | 4 | 1 | 378 | 366 | +12 | 9   | Avansează în etapa eliminatorie |
| 4   | Turcia (H)   | 5  | 2 | 3 | 388 | 380 | +8  | 7   | Avansează în etapa eliminatorie |
| 5   | Belgia       | 5  | 1 | 4 | 353 | 410 | −57 | 6   |                                 |
| 6   | Regatul Unit | 5  | 0 | 5 | 390 | 448 | −58 | 5   |                                 |

1. 1 2 3  Serbia 3 Pt, +7 PD; Letonia 3 Pt, +5 PD; Rusia 3 Pts, −12 PD

## Runda eliminatorie
|  | Optimi        | Optimi        |               |     | Sferturi   | Sferturi   |                |                | Semifinale | Semifinale |  |  | Finala | Finala |
|  |               |               |               |     |            |            |                |                |            |            |  |  |        |        |
|  | 9 septembrie  |               |               |     |            |            |                |                |            |            |  |  |        |        |
|  |               |               |               |     |            |            |                |                |            |            |  |  |        |        |
|  | Germania      | 84            |               |     |            |            |                |                |            |            |  |  |        |        |
|  | Germania      | 84            | 12 septembrie |     |            |            |                |                |            |            |  |  |        |        |
|  | Franța        | 81            |               |     |            |            |                |                |            |            |  |  |        |        |
|  | Franța        | 81            | Germania      | 72  |            |            |                |                |            |            |  |  |        |        |
|  | 10 septembrie |               | Germania      | 72  |            |            |                |                |            |            |  |  |        |        |
|  |               | Spania        | 84            |     |            |            |                |                |            |            |  |  |        |        |
|  | Spania        | Spania        | 84            | 73  |            |            |                |                |            |            |  |  |        |        |
|  | Spania        |               | 14 septembrie | 73  |            |            |                |                |            |            |  |  |        |        |
|  | Turcia        | 56            |               |     |            |            |                |                |            |            |  |  |        |        |
|  | Turcia        | 56            | Spania        | 72  |            |            |                |                |            |            |  |  |        |        |
|  | 9 septembrie  |               | Spania        | 72  |            |            |                |                |            |            |  |  |        |        |
|  |               | Slovenia      | 92            |     |            |            |                |                |            |            |  |  |        |        |
|  | Slovenia      | Slovenia      | 92            | 79  |            |            |                |                |            |            |  |  |        |        |
|  | Slovenia      | 12 septembrie |               | 79  |            |            |                |                |            |            |  |  |        |        |
|  | Ucraina       | 55            |               |     |            |            |                |                |            |            |  |  |        |        |
|  | Ucraina       | 55            | Slovenia      | 103 |            |            |                |                |            |            |  |  |        |        |
|  | 10 septembrie |               | Slovenia      | 103 |            |            |                |                |            |            |  |  |        |        |
|  |               | Letonia       | 97            |     |            |            |                |                |            |            |  |  |        |        |
|  | Letonia       | Letonia       | 97            | 100 |            |            |                |                |            |            |  |  |        |        |
|  | Letonia       |               | 17 septembrie | 100 |            |            |                |                |            |            |  |  |        |        |
|  | Muntenegru    | 68            |               |     |            |            |                |                |            |            |  |  |        |        |
|  | Muntenegru    | 68            | Slovenia      | 93  |            |            |                |                |            |            |  |  |        |        |
|  | 9 septembrie  |               | Slovenia      | 93  |            |            |                |                |            |            |  |  |        |        |
|  |               | Serbia        | 85            |     |            |            |                |                |            |            |  |  |        |        |
|  | Lituania      | Serbia        | 85            | 64  |            |            |                |                |            |            |  |  |        |        |
|  | Lituania      | 13 septembrie |               | 64  |            |            |                |                |            |            |  |  |        |        |
|  | Grecia        | 77            |               |     |            |            |                |                |            |            |  |  |        |        |
|  | Grecia        | 77            | Grecia        | 69  |            |            |                |                |            |            |  |  |        |        |
|  | 10 septembrie |               | Grecia        | 69  |            |            |                |                |            |            |  |  |        |        |
|  |               | Rusia         | 74            |     |            |            |                |                |            |            |  |  |        |        |
|  | Croația       | Rusia         | 74            | 78  |            |            |                |                |            |            |  |  |        |        |
|  | Croația       |               | 15 septembrie | 78  |            |            |                |                |            |            |  |  |        |        |
|  | Rusia         | 101           |               |     |            |            |                |                |            |            |  |  |        |        |
|  | Rusia         | 101           | Rusia         | 79  |            |            |                |                |            |            |  |  |        |        |
|  | 9 septembrie  |               | Rusia         | 79  |            |            |                |                |            |            |  |  |        |        |
|  |               | Serbia        | 87            |     | Locul trei | Locul trei |                |                |            |            |  |  |        |        |
|  | Finlanda      | Serbia        | 87            | 57  | Locul trei | Locul trei |                |                |            |            |  |  |        |        |
|  | Finlanda      | 13 septembrie | 13 septembrie | 57  |            |            | 17 septembrier | 17 septembrier |            |            |  |  |        |        |
|  | Italia        | 13 septembrie | 13 septembrie | 70  |            |            | 17 septembrier | 17 septembrier |            |            |  |  |        |        |
|  | Italia        | Italia        | 67            | 70  | Spania     | 93         |                |                |            |            |  |  |        |        |
|  | 10 septembrie | Italia        | 67            |     | Spania     | 93         |                |                |            |            |  |  |        |        |
|  |               | Serbia        | 83            |     | Rusia      | 85         |                |                |            |            |  |  |        |        |
|  | Serbia        | Serbia        | 83            | 86  | Rusia      | 85         |                |                |            |            |  |  |        |        |
|  | Serbia        |               |               | 86  |            |            |                |                |            |            |  |  |        |        |
|  | Ungaria       | 78            |               |     |            |            |                |                |            |            |  |  |        |        |
|  | Ungaria       | 78            |               |     |            |            |                |                |            |            |  |  |        |        |

### Finala
| 17 septembrie 2017 21:30 |

| Boxscore |

| Slovenia                                                     | 93–85 | Serbia                                            |
| Scorul pe sferturi: 20–22, 36–25, 15–20, 22–18               |       |                                                   |
| Pt: Dragić 35 Rec: Dragić, Dončić 7 Pase: Dragić, Prepelič 3 |       | Pt: Bogdanović 22 Rec: Lučić 8 Pase: Bogdanović 5 |

| Campionatul European de Baschet masculin din 2017 Slovenia Primul titlu |